# Середа, Игорь Емельянович
Игорь Емельянович Середа (1921—1988) — гвардии капитан Советской Армии, участник Великой Отечественной войны, Герой Советского Союза (1946).

## Биография
Игорь Середа родился 25 августа 1921 года в Москве. Окончил десять классов школы в городе Унеча Брянской области. В 1938 году Середа был призван на службу в Рабоче-крестьянскую Красную Армию. В 1939 году он окончил Иркутское военное авиатехническое училище, в 1943 года — Вязниковскую военную авиационную школу пилотов. С начала Великой Отечественной войны — на её фронтах.
К концу войны гвардии лейтенант Игорь Середа командовал звеном 178-го гвардейского истребительного авиаполка 14-й гвардейской истребительной авиадивизии 3-го гвардейского истребительного авиакорпуса 5-й воздушной армии 2-го Украинского фронта. К тому времени он совершил 159 боевых вылетов, принял участие в 27 воздушных боях, сбив 17 вражеских самолётов.
Указом Президиума Верховного Совета СССР от 15 мая 1946 года за «образцовое выполнение боевых заданий командования на фронте борьбы с немецкими захватчиками и проявленные при этом мужество и героизм» гвардии лейтенант Игорь Середа был удостоен высокого звания Героя Советского Союза с вручением ордена Ленина и медали «Золотая Звезда» за номером 6666.
В 1948 году в звании капитана Середа был уволен в запас. Проживал и работал сначала в Унече, затем в Кишинёве. Скончался 5 октября 1988 года, похоронен в Кишинёве.

## Награды
Был также награждён тремя орденами Красного Знамени, орденом Александра Невского, двумя орденами Отечественной войны 1-й степени, орденом Отечественной войны 2-й степени и рядом медалей.

## Память
- Именем Игоря Середы названа улица в городе Бельцы (ныне Республика Молдова)[3]

## Сочинения
- Середа И. Е. О вас, боевые друзья. Кишинёв, 1983.
- Середа И. Е. Между двух зорь. Кишинёв, 1985.
- Середа И. Е. Группа. Кишинёв, 1986.
- Середа И. Е. Меч. Кишинёв, 1987.